# R d'Aquari
R d'Aquari (R Aquarii) és una estrella variable de la constel·lació d'Aquari.
La seva ascensió recta és 23h 43m 49,4s, i la seva declinació 15º 17' 04".
R d'Aquari és una estrella simbiòtica que es creu conté una nana blanca i una variable del tipus Mira formant un sistema binari. L'estrella principal del tipus Mira és una gegant vermella, i varia el seu esclat en un factor de moltes centenes i amb un període d'un poc més d'un any; aquesta variabilitat fou descoberta per Karl Ludwig Harding l'any 1810.
Per la seva força gravitacional, la nana blanca atreu material de la gegant vermella i ocasionalment ejecta un poc del sobrant en el misteriós llaç que forma la nebulosa que es pot veure. El sistema sencer apareix enrogit degut a estar situat en una regió molt polsosa de l'espai, i la seva llum blava és absorbida abans d'arribar a nosaltres.
La nebulosa entorn de R d'Aquari és coneguda també com a Cederblad 211. A hores d'ara, segons Tom Polakis, ningú ha tengut èxit en observar aquest desafiant objecte visualment. És possible que la nebulosa sigui el romanent d'una explosió semblant a una nova, que hauria estat observat per astrònoms japonesos l'any 930.